# Le vesti di Caean
Le vesti di Caean (The Garments of Caean) è un romanzo di fantascienza del 1978 scritto da Barrington J. Bayley.

## Storia editoriale
Rhys Hughes ha recensito Le vesti di Caean come "un'epopea colorata, dandificata e ricca di fronzoli con una fodera avvelenata e un epilogo brusco come risvolti affilati". Conclude: "Assurdo e magnifico, Le vesti di Caean è Bayley all'apice dei suoi considerevoli poteri".
John Clute ha commentato "l'antropologia culturale abbastanza sofisticata" utilizzata mentre Brian Stableford ha descritto il romanzo come "scritto in modo pulito e una gioia da leggere".
Nel 1984, Le vesti di Caean vinse il Premio Seiun per il miglior romanzo tradotto.
In Italia è stato pubblicato come numero 101 della serie Cosmo. Collana di Fantascienza.

## Trama
La trama principale copre un viaggio dal truffatore Rialto Mast e da Peder Forbath, un esperto sartoriale. I due cercano di recuperare da un'astronave precipitata, l’intero carico di capi di abbigliamento provenienti dal pianeta Caean. A causa della particolare natura del tessuto dell'abbigliamento, così squisito da infondere a chi lo indossa determinate qualità. Mentre perlustrano il relitto, Peder trova una rara tuta disegnata dal leggendario stilista Frachionard. Questo particolare abito è solo uno dei cinque che lo stilista ha completato nella sua vita ed è realizzato in Prossim, un materiale così raro che qualsiasi oggetto sarebbe infinitamente prezioso. Peder requisisce la tuta e la usa per scalare i ranghi della scena sociale. Tuttavia, gli indumenti di Caean sono banditi nel mondo natale di Peder e nella maggior parte della galassia e come tali Peder deve utilizzare le qualità degli abiti per ingannare chiunque lo guardi. Il suo design è tale che può convincere chiunque di qualsiasi cosa, anche che la tuta stessa non è come sembra.
Presto Peder matura un desiderio irrefrenabile di visitare Caean e farà di tutto per arrivarci. Anche se inizia a chiedersi se è lui che vuole andare, o se è l'abito a forzare le sue scelte.
La trama secondaria consiste in un team di scienziati che viaggiano in una porzione lontana della galassia alla scoperta di forme di vita. Durante il viaggio incontrano dei "Metalloidi" o "Uomini in tuta" le cui forme infantili sono collocate in tute spaziali (in cui abitano tutta la loro vita). In effetti, tutta la loro identità e immagine di sé è quella di una forma completamente robotica. Questa razza abita una piccola cintura di asteroidi e lo spazio aperto intorno ad essa – che, nelle loro tute – li rende completamente liberi di vagare. Questa razza è in guerra con i "Cyborg" più simili agli umani che conservano una forma umana, ma sono pesantemente modificati nella misura in cui possono, anche, esplorare lo spazio a volontà. Il team scientifico tenta di scoprire i misteri di queste razze, discendenti dall'uomo, ma tagliate fuori per così tanto tempo da diventare completamente irriconoscibili.
Dopo varie vicissitudini Peder e il gruppo di scienziati si incontrano e comprendono la necessità di distruggere le piante da cui sono tratti i filamenti delle vesti di Caean. Le piante agendo come un'intelligenza collettiva, plagiano Peder affinché prenda un germoglio e lo trapianti su un altro pianeta.

## Influenza culturale
I creatori della serie anime Kill la Kill hanno affermato di essersi ispirati a Le vesti di Caean.

## Edizione
- Barrington J. Bayley, Le vesti di Caean, a cura di Riccardo Valla, collana Cosmo. Collana di Fantascienza n° 101, traduzione di Gianpaolo Cosato e Sandro Sandrelli, Milano, 1978.